# Dick Norman
Dick Norman (nacido el 1 de marzo de 1971 en Waregem, Bélgica) es un extenista profesional.
Se convirtió en profesional en 1991. Norman no vio mellada su participación en su undécima aparición en el Abierto de Australia, donde ya con 35 años era el hombre con mayor edad en competencia. En mayo se clasificó para Roland Garros, haciendo del 2006 uno de los años más satisfactorios del zurdo jugador. Ha ganado más de 10 torneos en el tour de la ATP. Sus golpes han sido bautizados con el nombre de "Dickazos" y es uno de los jinetes del sitio especializado "Friendly", uno de los más grandes referentes en idioma español del tenis.

## Torneos de Grand Slam

### Finalista Dobles (1)
| Año  | Torneo        | Pareja        | Oponentes en la final       | Resultado   |
| 2009 | Roland Garros | Wesley Moodie | Lukas Dlouhy / Leander Paes | 6-3 3-6 2-6 |

## Títulos (4; 0+4)

### Dobles (4)
| Leyenda                |
| Grand Slam (1)         |
| Tennis Masters Cup (0) |
| ATP Masters Series (0) |
| ATP Tour (4)           |

| N.º | Fecha                | Torneo           | Superficie | Pareja          | Oponentes en la final             | Resultado          |
| --- | -------------------- | ---------------- | ---------- | --------------- | --------------------------------- | ------------------ |
| 1.  | 1 de enero de 2007   | Chennai          | Dura       | Xavier Malisse  | Rafael Nadal Bartolomé Salva      | 7-6(4) 7-6(4)      |
| 2.  | 2 de febrero de 2009 | Johannesburgo    | Dura       | James Cerretani | Rik de Voest Ashley Fisher        | 6-7(7) 6-2 14-12   |
| 3.  | 20 de junio de 2009  | 's-Hertogenbosch | Césped     | Wesley Moodie   | Johan Brunstrom Jean-Julien Rojer | 7-6(3) 6-7(8) 10-5 |
| 4.  | 6 de febrero de 2011 | Zagreb           | Dura       | Horia Tecau     | Marcel Granollers Marc López      | 6-3 6-4            |

### Finalista en dobles (2)
- 1995: Pekín (junto a Fernon Wibier pierden ante Tommy Ho / Sébastien Lareau)
- 2009: Roland Garros (junto a Wesley Moodie pierden ante Lukas Dlouhy / Leander Paes)

### Challengers singles (13)
| N.º | Fecha                   | Torneo           | Superficie    | Oponente en la final | Resultado         |
| --- | ----------------------- | ---------------- | ------------- | -------------------- | ----------------- |
| 1.  | 24 de julio de 1995     | Newcastle        | Dura          | David Nainkin        | 6-1 6-4           |
| 2.  | 12 de mayo de 1997      | Dresde           | Tierra batida | Julián Alonso        | 6-4 6-4           |
| 3.  | 3 de noviembre de 1997  | Neumünster       | Carpeta (i)   | John van Lottum      | 6-7 7-6 7-6       |
| 4.  | 14 de mayo de 2001      | Amberes          | Tierra batida | Peter Wessels        | 5-3 ab            |
| 5.  | 4 de marzo de 2002      | Magdeburgo       | Carpeta (i)   | Axel Pretzsch        | 7-6(6) 3-6 6-4    |
| 6.  | 25 de marzo de 2002     | San Luis Potosí  | Tierra batida | Paul-Henri Mathieu   | 2-6 6-2 6-4       |
| 7.  | 24 de junio de 2002     | Andorra          | Dura          | Ivo Karlović         | 6-4 6-4           |
| 8.  | 7 de octubre de 2002    | Quito            | Tierra batida | Giovanni Lapentti    | 6-4 6-3           |
| 9.  | 14 de abril de 2003     | San Luis Potosí  | Tierra batida | Federico Browne      | 7-5 0-6 6-4       |
| 10. | 6 de diciembre de 2004  | Ischgl           | Carpeta (i)   | Daniele Bracciali    | 6-1 3-6 6-1       |
| 11. | 7 de febrero de 2005    | Belgrado         | Carpeta (i)   | Jeroen Masson        | 6-2 6-3           |
| 12. | 14 de noviembre de 2005 | Dnepropetrovsk   | Dura (i)      | Raemon Sluiter       | 7-6(2) 6-7(2) 6-3 |
| 13. | 13 de abril de 2009     | Ciudad de México | Dura          | Marcel Felder        | 6-4 6-7(5) 7-5    |